# Blair Witch Volume I: Rustin Parr
Blair Witch Volume I: Rustin Parr es un videojuego de terror de tipo terror psicológico desarrollado por Terminal Reality y lanzado en otoño del año 2000 para Microsoft Windows.

## Historia
La historia tiene lugar en el año 1941 y, a excepción de la sección inicial en el cuartel general de la Spookhouse, el juego se desarrolla a lo largo de cuatro días. Tras su formación, la investigadora científica Elspeth "Doc" Holliday es enviada a la ciudad de Burkittsville (Maryland) por la Spookhouse, una agencia gubernamental ficticia encargada de investigar sucesos paranormales. Cuando recibe el encargo de investigar la leyenda de la Bruja de Blair, se asocia con el Forastero, pero decide ir por su cuenta, ya que este se muestra escéptico sobre la existencia de la bruja. Según se cuenta, a principios de la década de 1940, un ermitaño llamado Rustin Parr secuestró a ocho niños de Burkittsville y, aparentemente sin motivo, los asesinó a todos menos a uno en su sótano. El jugador debe guiar a Holliday en sus investigaciones, para ver si hay algo de cierto en las afirmaciones de Parr de que estaba bajo la influencia de fuerzas de otro mundo cuando cometió los asesinatos.

## Recepción
Blair Witch Volumen I: Rustin Parr recibió críticas "mixtas o medias", según Metacritic. En Estados Unidos, el Volumen 1 vendió 49 000 copias en octubre de 2001.
GameSpot otorgó al juego una puntuación de 7,1 sobre 10, elogiando su atmósfera pero calificando su combate de "mediocre". Eurogamer también destacó la atmósfera del juego, pero dijo sobre la duración que era un gran problema. "Al igual que una película o un libro con un giro en la cola y una historia absorbente, puedes volver a leerlo y algún fragmento tendrá más sentido, pero nunca disfrutarás tanto como antes. Añádase a esto el hecho de que Rustin Parr se acaba en lo que parece un instante y ya hay motivos para alarmarse".
ActionTrip fue más crítico con el juego y le otorgó un 5,9 sobre 10. Entre las críticas citó sus malos controles, los problemáticos ángulos de cámara y la reutilización del motor de una aventura clásica para un juego más orientado a la acción. En el lado positivo de las cosas, el autor aprobó la historia y el humor del juego. AllGame lo describió como "uno de los juegos más terroríficos que es probable que experimentes en el PC en el año 2000", pero que el mayor inconveniente eran los controles, afirmando que los jugadores tendrían dificultades para volver a centrar al personaje, especialmente al luchar contra criaturas no muertas en el bosque. También criticó la brevedad del juego, que sólo duraba unas 10 horas.
Jeff Lundrigan analizó la versión para PC del juego para Next Generation, calificándolo con dos estrellas sobre cinco, y dijo que el juego era una aventura corta y en ocasiones frustrante.
El videojuego fue nominado al premio GameSpot 2000 al "Mejor juego de aventuras", que finalmente recayó en The Longest Journey.